# BTR-152
Der BTR-152 (russisch БТР-152), gelegentlich auch als SIS-152 bezeichnet, ist ein Schützenpanzerwagen des sowjetischen Herstellers Sawod imeni Stalina, kurz SIS. BTR ist die Abkürzung für russisch Бронетранспортёр (bronjetransportjor), deutsch: gepanzerter Transporter. In der Nationalen Volksarmee und in den Volkspolizei-Bereitschaften der DDR wurde der Radpanzer als Schützenpanzerwagen 152 (SPW-152) geführt.

## Geschichte
Der BTR-152 wurde im Jahr 1951 von der Sowjetarmee als Standard-Schützenpanzer der motorisierten Schützentruppen eingeführt. Grundlage waren die Erfahrungen aus dem Zweiten Weltkrieg. Deutsche Panzergrenadiere begleiteten mit dem Schützenpanzerwagen Sd.Kfz. 251 die Panzertruppe in den Kampf und waren so vor Handfeuerwaffenbeschuss geschützt, bis sie selbst ins Gefecht eingriffen. Die sowjetische Führung erkannte den Vorteil dieses Konzeptes. Im Rahmen des Leih- und Pachtgesetzes lieferten die USA zahlreiche M2- und M3-Halbkettenfahrzeuge an die Rote Armee. Die Entwicklung eines eigenen gepanzerten Transporters während des Krieges wurde jedoch zugunsten der Panzerproduktion zurückgestellt.
Der Radpanzer BTR-152 wurde als Massenprodukt entworfen und an zahlreiche Staaten des Warschauer Paktes geliefert. Auch bei den sowjetischen Verbündeten im Nahen Osten kam er zum Einsatz. Israel erbeutete im Sechstagekrieg und Jom-Kippur-Krieg so große Mengen, dass eine Weiterverwendung bei den israelischen Streitkräften sinnvoll war. Der BTR-152 wurde daher dort unter anderem als Träger für die TCM-20-Flugabwehrkanone verwendet.
In den meisten Nutzerländern wurde der BTR-152 inzwischen ausgemustert oder den Reservekräften zugeordnet.

## Technik
Der BTR-152 basiert auf dem Fahrgestell des Lastwagens ZIS-151. Das Chassis des 6×6-Lkw wurde vollständig gepanzert, Front und Kühler erinnerten dabei stark an die von den USA gelieferten Schützenpanzer. Die Panzerung bot Schutz vor Beschuss aus Handfeuerwaffen und gegen Splitterwirkung. Die Fahrleistungen waren vor allem im Gelände mangelhaft. Bereits nach kurzer Zeit wurden fast alle im Dienst befindlichen Fahrzeuge auf das Fahrgestell des ZIL-157 umgerüstet. Der Hersteller war im Zuge der Entstalinisierung 1956 in Sawod imeni Lichatschowa (SIL) umbenannt worden. Mit der Umrüstung verbunden war die Einführung größerer Reifen und einer zentralen Luftdruckregelanlage.

## Versionen

### Sowjetunion
- BTR-152 (1950) Grundversion, basierend auf dem ZIS-151[1]
  - BTR-152A (1951) Version zur leichten Flugabwehr mit ZPU-2 oder ZPU-4 Maschinengewehren
  - BTR-152B (1952) Version als Artillerie-Kommando-Fahrzeug mit Winde und externer Reifendruckregelanlage
  - BTR-152S Version als Funkpanzer
- BTR-152W (1955) Grundversion, basierend auf dem ZIL-157
  - BTR-152D – Identische Ausführung wie BTR-152A auf Basis der W-Version
  - BTR-152I – Version als Artillerie-Kommando-Fahrzeug
  - BTR-152S – Kommando- und Fernmeldefahrzeug für die Infanterietruppe
- BTR-152W1 (1957) – Modernisierte Variante mit Infrarotnachtsichtgeräten und verbesserte Reifendruckregelanlage
  - BTR-152K (1959) – Version mit gepanzertem Dach, reduzierte Transportkapazität von 18 auf 13 Mann, auch als Ambulanzversion
  - BTR-152E – Identische Ausführung wie BTR-152A auf Basis der W1-Version
  - BTR-152U – Version als Kommandostand mit erhöhtem Dachaufbau
- BTR-152W2 – Modernisierte V-Version ohne Winde und mit interner Reifendruckregelanlage
  - BTR-152B1 – Version als Artillerie-Kommando-Fahrzeug mit Winde und ТВН-2-Nachtsichtgerät
- BTR-152W3 – Modernisierte W-Version mit Winde, Infrarotscheinwerfern und interner Reifendruckregelanlage
- BTR-E152W – Experimentalversion mit einem zweiten Paar Reifen vorn um die Straßentauglichkeit zu verbessern

### Volksrepublik China
- Type 56 – Chinesische Version des BTR-152

### Deutsche Demokratische Republik
- SPW-152 – DDR Version des BTR-152, auch als Ambulanz
  - SPW-152U – DDR Version des BTR-152U

### Israel
- BTR-152 TCM-20 – Erbeutete Fahrzeuge wurden mit TCM-20, einem Turm mit zwei 20 mm Maschinenkanonen, ausgerüstet

### Libanon
- BTR-152 ZU-23-2 – Version wurde mit einem ZU-23-2-Flugabwehrgeschütz ausgerüstet
- BTR-152 ARV – Version mit einem Kranhaken auf dem Heck zur Bergung von Fahrzeugen

## Nutzerstaaten (Auswahl)

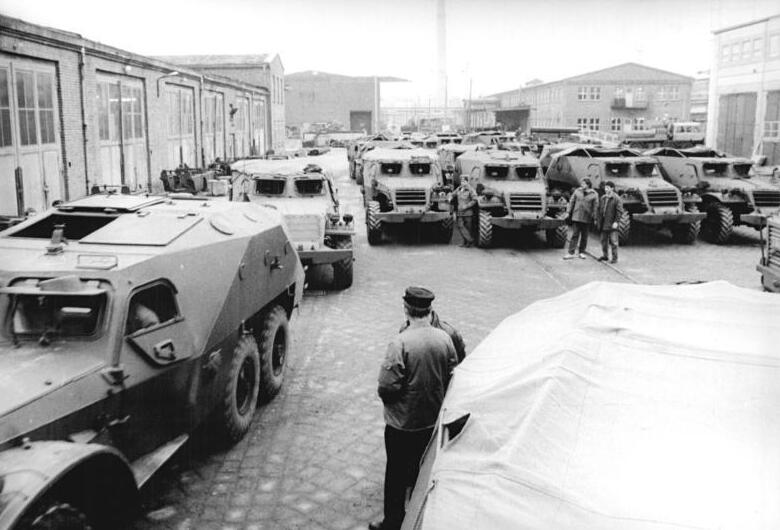
SPw-152 der Betriebskampfgruppen der DDR warten 1990 auf ihre Verschrottung

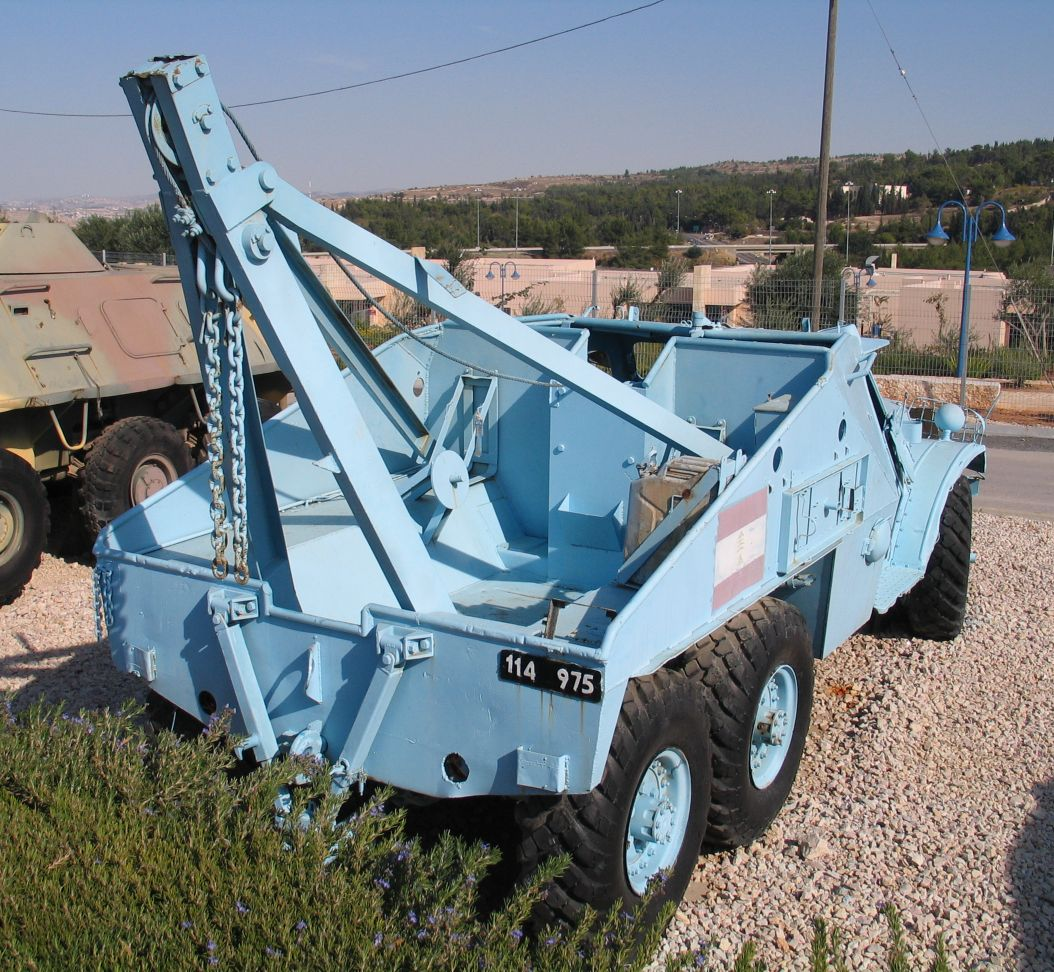
BTR-152 als Bergefahrzeug der Südlibanesischen Armee, Israelisches Panzermuseum Latrun 2005

- Ägypten
- Albanien (nur Planung)
- Angola
- Bulgarien
- DDR
- Israel
- Jordanien
- Jugoslawien
- Kuba
- Namibia
- Polen
- Rumänien
- Sowjetunion
- Syrien
- Tschechoslowakei
- Ungarn
- Vietnam

## Trivia
Am 17. April 1963 gelang Wolfgang Engels mit einem gestohlenen SPW-152 der Nationalen Volksarmee die Flucht durch die Berliner Mauer an der Elsenstraße nach West-Berlin.